# Mulheres em Marrocos
A história das mulheres no Marrocos inclui suas vidas antes, durante e após a chegada do islamismo no país do noroeste da África. Em 622 depois de Cristo, quando o islamismo chegou ao Marrocos, as mulheres de Marrocos receberam três direitos básicos sob a religião dos muçulmanos: o direito de viver, o direito a ser honradas e a ser respeitadas como mães, e o direito de possuir negócios e ser capaz de trabalhar. Desde a década de 1940 até a declaração marroquina de independência da tutela da França em 1956, as mulheres marroquinas viveram em unidades familiares que são "lares fechados" ou harém, onde famílias extensas vivem como uma unidade juntas e onde as mulheres são isoladas e exigem permissão da homens antes de deixarem uma casa protegida por um guardião do portão. Além disso, durante esse período, as mulheres casadas foram tratadas melhor do que as que se divorciaram. A hierarquia e a importância das mulheres foram posteriormente categorizadas de acordo com a idade e o status na família e na comunidade. Entre suas atividades durante esse período, realizavam tarefas domésticas, bordados e artesanato, frequentavam escolas corânicas e frequentavam um balneário marroquino conhecido como hammam. A tradição do estilo de vida do harém para as mulheres terminou gradualmente com a independência de Marrocos da França em 1956.
Após a independência de Marrocos da França, as mulheres marroquinas puderam começar a frequentar escolas que não se concentram apenas no ensino de religião, mas também em ciências e outras disciplinas. Com a instituição do código legal conhecido como Mudawana em 2004, as mulheres marroquinas obtiveram o direito de se divorciar de seus maridos, de guarda dos filhos, pensão alimentícia e de possuir e herdar propriedades.
Embora as atuais fronteiras e entidades de Marrocos como Estado não fossem reconhecidas até 1956 após a independência da França, as mulheres tiveram um papel significativo em sua concepção, que se estende por vários séculos. Desde o papel de transmitir tradições e histórias orais, forjar a fundação de instituições importantes, envolver-se na resistência ao colonialismo e ocupar posições de poder após o estabelecimento do Estado marroquino, as mulheres foram e continuam desempenhando papéis importantes no Marrocos.

## Mulheres Berberes em Marrocos
Antes da disseminação do islamismo em Marrocos, que trouxe consigo a conquista árabe, Marrocos fazia parte de uma região habitada principalmente por uma população berbere não árabe. Observou-se que várias tribos berberes durante os séculos IV, V e VI eram matrilineares, como as tribos tuaregues do norte da África. Como tal, observou-se que as mulheres berberes assumiram papéis significativos nas comunidades locais. Isso ficou especialmente evidente na figura de Kahina, uma notável líder militar berbere que lutou contra a expansão árabe e muçulmana no norte da África.
As mulheres berberes tiveram uma posição duradoura no folclore marroquino, uma posição que antecede a conquista árabe e muçulmana da região do Magrebe. Acredita-se que o conto de Aisha Qandisha exista desde pelo menos o século VII. Existem várias variações do nome de Aisha Qandisha, entre as quais Lalla Aicha e Aicha Hamdouchia. Proveniente da era pré-islâmica do Marrocos, Aisha Qandisha é considerada um demônio feminino que toma a forma de vários seres, incluindo uma meia cabra. Aicha Qandisha, ao contrário de outros demônios do folclore marroquino, aparece principalmente nos sonhos dos homens e diz-se que faz um homem impotente. Tal história de folclore continua sendo muito popular no Marrocos.